# Enaphalodes coronatus
Enaphalodes coronatus är en skalbaggsart som först beskrevs av White 1853.  Enaphalodes coronatus ingår i släktet Enaphalodes och familjen långhorningar.
Artens utbredningsområde är:
- Belize.
- Costa Rica.
- Guatemala.
- Honduras.
- Nicaragua.

Inga underarter finns listade i Catalogue of Life.